# Rudolf Moralt
Rudolf Moralt (Múnich, 26 de febrero de 1902 - Viena, 16 de diciembre de 1958) fue un director de orquesta alemán, relacionado sobre todo con Mozart y el repertorio alemán.
Nacido en Múnich, estudió allí con Walter Courvoisier y August Schmid-Lindner, y fue contratado como un répétiteur en la Ópera Estatal de Múnich con Bruno Walter y Hans Knappertsbusch desde 1919 hasta 1923.
Fue director del teatro de ópera de Kaiserslautern (1923-28) y director musical del teatro de ópera en Brno (1932-34). También trabajó en Braunschweig y Graz antes de ser nombrado director jefe en la Ópera Estatal de Viena en 1940 hasta su muerte.
Conductor fiable, nada afectado y profundamente simpático, Moralt fue responsable por un alto estándar de interpretaciones de repertorio en Viena durante casi veinte años. Aunque ensombrecido por los más famosos directores de la época, a pesar de todo logró muchas representaciones notables, especialmente por obras de Mozart, Wagner, Strauss y Pfitzner.
Apareció frecuentemente en el Festival de Salzburgo, y como invitado en muchas otras ciudades europeas y en Sudamérica. Sus grabaciones incluyen un célebre Ciclo del Anillo, un destacado Don Giovanni y una soberbia Salomé que muestra cuán excepcional su talento musical podía ser cuando tenía un tiempo adecuado para ensayar. Esta grabación poco conocida está entre las mejores versiones de la ópera, estropeada solo por el canto fresco pero ligeramente plano de Wegner.
Murió en Viena, a la edad de 56 años. 